# Tatsiana Maskvina
Tatsiana Siarheyeuna Maskvina –en bielorruso, Тацяна Сяргееўна Масквіна– (Novosibirsk, 10 de enero de 1973) es una deportista bielorrusa que compitió en judo. Ganó cinco medallas en el Campeonato Europeo de Judo entre los años 1997 y 2005.

## Palmarés internacional
| Campeonato Europeo | Campeonato Europeo      | Campeonato Europeo | Campeonato Europeo |
| Año                | Lugar                   | Medalla            | Categoría          |
| ------------------ | ----------------------- | ------------------ | ------------------ |
| 1997               | Ostende (Bélgica)       | Medalla de bronce  | –48 kg             |
| 2002               | Maribor (Eslovenia)     | Medalla de plata   | –48 kg             |
| 2003               | Düsseldorf (Alemania)   | Medalla de bronce  | –48 kg             |
| 2004               | Bucarest (Rumania)      | Medalla de plata   | –48 kg             |
| 2005               | Róterdam (Países Bajos) | Medalla de bronce  | –48 kg             |